# Machuytschans
De Machuytschans of Machuutschans is een monument in het Belgische dorp Pollinkhove. Het gedenkteken staat ter hoogte van de Machuytbeek en werd er geplaatst in 1999 ter gedachtenis van de slachtoffers bij de veldslag nabij de Machuytbeek, waar twaalf Pollinkhovenaars omkwamen.

## Franse revolutie
In de periode van de Franse Revolutie kende de regio Diksmuide en Veurne, die ook het Westland werd genoemd, een woelige en dramatische periode. Franse troepen plunderden overal de plaatselijke bevolking. Versterkte steden zoals Veurne en Ieper konden zich verdedigen tegen die troepen. Lo was een open stad en kon zich in mindere mate verdedigen. Daardoor werd het dorp Pollinkhove zeer kwetsbaar.
De bevolking gaf zich niet meteen gewonnen. Men ging vrijkorpsen en burgerwachten oprichten. Deze werden gevormd door boeren en burgers die naar de wapens grepen om zich te verdedigen. Bijna de hele bevolking van het dorp nam de wapens op tegen de Fransen.
In april 1794 kwam de beslissende aanval van de Fransen op gang. Een groot leger, afkomstig van Kassel, kwam de streek binnen. Op 25 april waren de Fransen doorgestoten tot bij Elzendamme. Het vrijkorps trok zich terug tot bij de Machuytbeek, waar men een schans had opgeworpen, bestaande uit takken en vlechtwerk. De Fransen bereikten wat later ook de Machuytvlakte en het kwam tot een treffen. In een kort maar hevig gevecht bleven twaalf Pollinkhovenaars dood achter op het slagveld. Maar de invallers werden wel verdreven .

## Monument
Het monument is een knipoog naar de schans die men er voor het gevecht had opgeworpen. Het is een constructie van takken en vlechtwerk. Een schans is een kunstmatige verdedigingsmuur waarachter men zich  verschool om de vijand te beschieten.
1. ↑  Beverdijk wandelroute. Westtoer (2018).